# Alexander Müller
Alexander Müller es un deportista austríaco que compitió en skeleton. Ganó una medalla de bronce en el Campeonato Mundial de Skeleton de 2000.

## Palmarés internacional
| Campeonato Mundial | Campeonato Mundial | Campeonato Mundial | Campeonato Mundial |
| Año                | Lugar              | Medalla            | Prueba             |
| ------------------ | ------------------ | ------------------ | ------------------ |
| 2000               | Igls (Austria)     | Medalla de bronce  | Individual         |